# 8 août 1950
Le mardi 8 août 1950 est le 220e jour de l'année 1950.

## Naissances
- Annette Ardisson (morte le 10 octobre 2019), journaliste française
- Bernard Gazier, économiste français
- Francis Demarthon, athlète français
- Greg Polis (mort le 17 mars 2018), hockeyeur sur glace canadien
- Ken Kutaragi, ingénieur et homme d'affaires japonais
- Liberty DeVitto, musicien américain
- Lucia Annunziata, journaliste italienne
- Lucjan Lis (mort le 26 janvier 2015), cycliste polonais, médaillé olympique
- Maria Otero, personnalité politique américaine
- Martine Aubry, femme politique française
- Mutulu Shakur, personnalité politique américain
- Sarah Dunant, écrivaine britannique
- Sayyed Imam Al-Sharif, figure majeure dans le mouvement global du Jihad islamique

## Décès
- Nikolaï Miaskovski (né le 20 avril 1881), compositeur russe
- Philipp Schmitt (né le 20 novembre 1902), criminel de guerre allemand
- Saya Tin (né le 12 février 1894), musicien birman